# Weltschifffahrtstag
Der Weltschifffahrtstag (englisch World Maritime Day) ist ein internationaler Aktionstag, der von der Internationalen Seeschifffahrts-Organisation organisiert wird. Er findet zumeist in der letzten Woche im September statt und wird inhaltlich ergänzt und unterstützt durch den Tag des Seefahrers und den Sonntag des Meeres, um insgesamt das Anliegen der nationalen und internationalen Wertschätzung der Seeleute  als Menschlicher Faktor in der Maritimen Industrie  und ihre grundlegende Bedeutung zusammen mit den Reedereien für den Welthandel in das öffentliche Bewusstsein zu rücken.

## Geschichte
Im Jahr 1978 wurde der internationale Tag von der Internationalen Seeschifffahrts-Organisation ins Leben gerufen. Dies geschah zum 20-jährigen Jubiläum des Inkrafttretens der Convention on the International Maritime Organization.
Zunächst fand der Tag am 17. März statt, dem Tag des Inkrafttreten der Konvention. Später wurde der Tag dann verlegt. Der Tag findet seitdem regulär in der letzten Septemberwoche statt und legt den Fokus auf verschiedene Themen in der Arbeit der internationalen Organisation, so bspw. der Sicherheit von Schiffen, der damit verbundenen Übermüdung von Seeleuten oder des Umweltschutzes der Meere. Es finden neben den offiziellen Feierlichkeiten der Organisation in London auch ein paralleles Event in einem der Mitgliedsstaaten statt.
Die Volksrepublik China feiert den Weltschifffahrtstag in Erinnerung an Zheng He, einen chinesischen Admiral bereits im Juli. Die Bundesrepublik Deutschland beflaggt die Bundesgebäude in den Küstenstädten am Weltschifffahrtstag und gibt zu diesem Anlass jedes Jahr eine entsprechende Beflaggungsanordnung heraus.